# Schizovalva blumenzweigella
Schizovalva blumenzweigella is een vlinder uit de familie tastermotten (Gelechiidae). De wetenschappelijke naam van deze soort is voor het eerst geldig gepubliceerd in 1958 door Legrand.
De soort komt voor in tropisch Afrika.